# Verner Söderberg

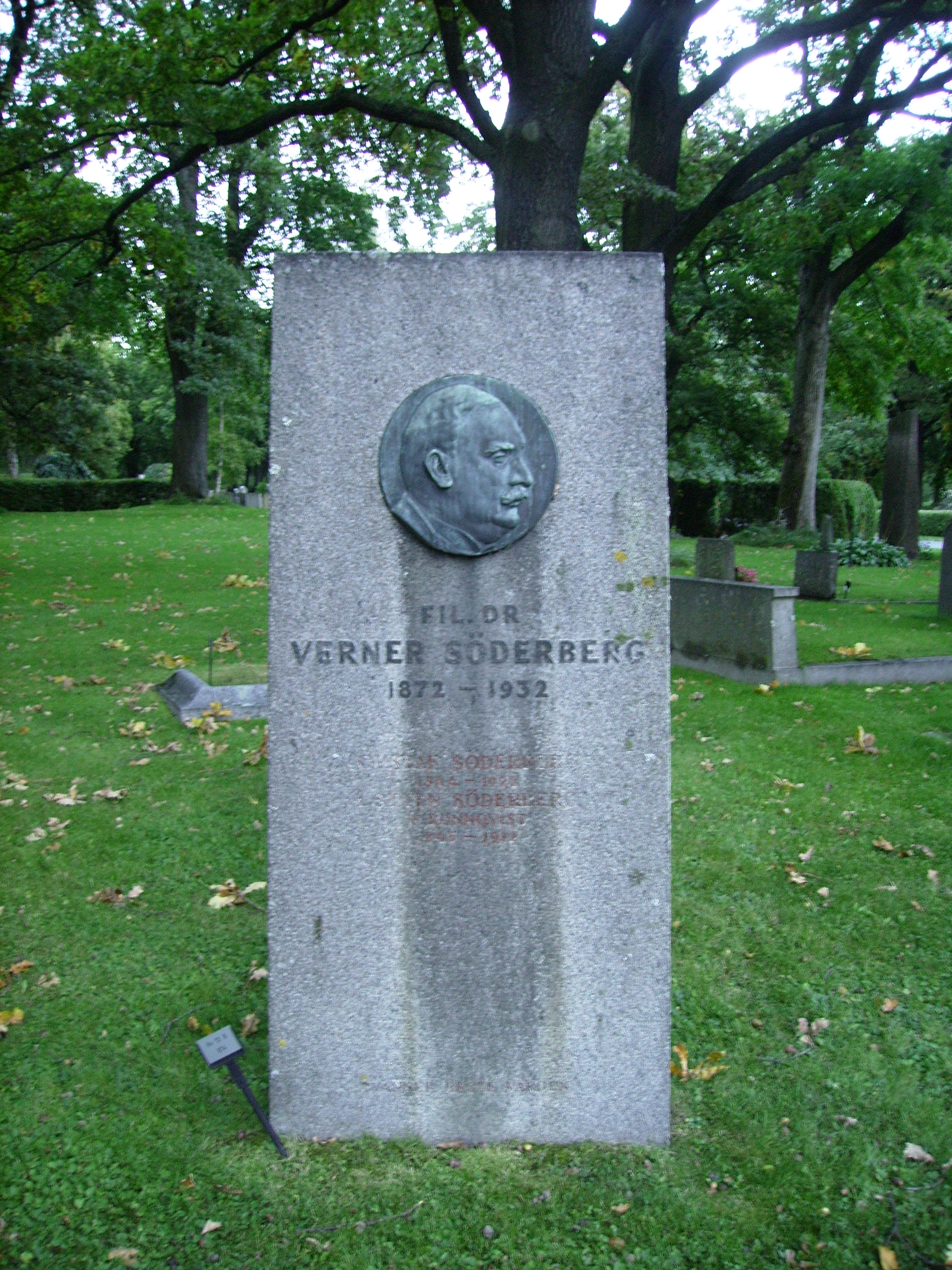
Verner Söderbergs gravvård på Norra begravningsplatsen i Stockholm.

Fredrik Fritiof Werner Söderberg, född 4 oktober 1872 i Kalmar, död 11 december 1932 i Klara församling, Stockholm, var en svensk historiker och journalist.
Söderberg avlade mogenhetsexamen i Stockholm 1891, blev 1903 filosofie doktor i Uppsala och var 1902–04 docent i historia där, inträdde 1902 som chef för utrikesavdelningen i Stockholms Dagblad, var därefter, april 1921 till mars 1923, huvudredaktör och utgivare av Aftonbladet och var från 1923 en av redaktörerna för andra upplagans supplement av Nordisk familjebok samt från januari 1924 huvudredaktör för verkets tredje upplaga. År 1925 var han Svensk Tidskrifts andre redaktör.
Söderberg skrev smärre tidskriftsuppsatser i Verdandi, Historisk tidskrift, Samlaren, Det nya Sverige.